# Herb Jeffries
Herb Jeffries (* 24. September 1913 in Detroit als Umberto Alexander Valentino; † 25. Mai 2014 in Los Angeles) war ein US-amerikanischer Jazz-Musiker und Schauspieler. Mitte der 1930er Jahre ging er als erster und bislang einziger afroamerikanischer Singender Cowboy mit einer Serie musikalischer Western in die Geschichte ein.

## Leben und Wirken
Herb Jeffries hatte äthiopische, franko-kanadische sowie italienische und irische Wurzeln. Er wuchs in einem multikulturellen Viertel von Detroit auf, wo er mit verschiedenen Einflüssen in Berührung kam. Er folgte dem Beispiel seines Vaters, der ein umherziehender Musiker war, und strebte bereits früh eine Karriere als Sänger an. Deshalb ging er 1932 nach Chicago; dort bekam er einen der Sängerjobs in „Erskine Tate's Vendome Orchestra“ und dann in Earl Hines’ „Grand Terrace Orchestra“, mit dem er 1934 zwei Songs für Brunswick aufnahm, Just to Be in Caroline und Blue (Because of You).
Er nahm auch mit Sidney Bechet Musiktitel auf und zog dann nach New York. Ab 1940 arbeitete er im Duke Ellington Orchestra und blieb bis 1943 in der Band. Zu hören ist Jeffries bei den Titeln You, You Darlin’, Flamingo (1940) und Jump for Joy (1941). Billy Strayhorn brachte ihn dazu, tief zu singen, als er das Arrangement für Flamingo für Duke Ellington schrieb. Es brachte ihn zu einem größeren Tonumfang; davor hatte er meist Falsett gesungen. Flamingo wurde eine Million Mal verkauft und brachte Jeffries Popularität, sowohl beim weißen als auch beim schwarzen Publikum, und legte den Grundstein für seine Karriere als Solist.
Nach seinem Dienst im Zweiten Weltkrieg war er als Solist tätig. Nach einem Autounfall musste er jedoch erst ein Jahr lang pausieren, bevor er die Gelegenheit erhielt, für das Label „Exclusive Records“ seinen Hit Flamingo erneut einzuspielen. Es folgten eine Reihe von Hits, wie Angel Eyes, When I Write My Song und My Heart at Thy Sweet Voice. Duke Ellington besorgte ihm kleinere Rollen in B-Movies und vermittelte ihn an schwarze und weißgeführte Nachtclubs. Anfang der 1950er Jahre verdiente Jeffries mehr als jeder andere schwarze Entertainer, außer Nat King Cole und Billy Eckstine; seine „Exclusive“-Aufnahmen erschienen nun als 10-inch-LPs bei Mercury und Coral.
Neben seiner Arbeit mit Jazz-Orchestern erlangte Jeffries seit 1937 Bekanntheit als „Singender Cowboy“ in einer Serie musikalischer Western, in denen er seine eigenen Western-Kompositionen sang. Während einer Tournee in Ohio traf er eines Abends einen weinenden schwarzen Jungen. Als er ihn trösten wollte, erzählte ihm der Junge, dass seine Freunde ihn nicht Tom Mix spielen lassen wollten, da dieser kein „negro“ sei. Dieses einschneidende Erlebnis soll Jeffries dazu bewogen haben, für das farbige Publikum einen schwarzen Film-Cowboy nach dem Vorbild von Gene Autry in die Kinos zu bringen. Er organisierte die Finanzierung des ersten nur mit Afroamerikanern besetzten Westernfilms Harlem on the Prairie und übernahm schließlich auch die Hauptrolle, da kein anderer schwarzer Schauspieler aufzutreiben war, der reiten und singen konnte. Jeffries selbst hatte das Reiten bereits als Kind auf der Farm seines Onkels in Ohio gelernt, wo er die Ferien verbrachte. Der Film war so erfolgreich, dass vier Fortsetzungen folgten, wobei Jeffries in den letzten drei Filmen als „Herbert Jeffrey“ auftrat. Dem weißen Publikum blieb er in dieser Rolle weitgehend unbekannt, erst mit dem Revival der Western Music ab den späten 1980er Jahren, rückte er ins Bewusstsein einer breiteren Öffentlichkeit.
Nachdem er dem Western-Genre längst den Rücken gekehrt hatte, nahm er im Jahr 1995, im Alter von 83 Jahren, für das inzwischen eingestellte Label „Warner Western“ ein Album mit eigenen und traditionellen Western-Songs auf, The Bronze Buckaroo (Rides Again). Wie schon seine Filme unterscheidet es sich teilweise deutlich vom herkömmlichen Western-Material und wurde insbesondere von Jazz-Fans geschätzt: „Jeffries does these songs with all manner of jazz inflictions, in his singing as well as in the back-up arrangements - there’s nothing here that couldn’t have fit well in any night club in the 1940s in any part of the country.“ Jeffries selbst legte Wert darauf, kein Country-Album aufgenommen zu haben, sondern in der Tradition der „Singenden Cowboys“ zu stehen.
Jeffries lebte in Wichita, Kansas. Er starb am 25. Mai 2014 in einem Krankenhaus in West Hills (Los Angeles) an Herzversagen.
Er war 10 Jahre mit der Burlesque Tänzerin Tempest Storm verheiratet und hatte mit ihr eine gemeinsame Tochter, Patricia.

## Auszeichnungen
Für seinen Beitrag für die Filmindustrie erhielt Herb Jeffries einen Stern auf dem Hollywood Walk of Fame. 2004 wurde er in die „Western Performers Hall of Fame“ im „National Cowboy & Western Heritage Museum“ in Oklahoma City aufgenommen.

## Filmografie (Auswahl)
- 1937: Harlem on the Prairie
- 1938: Two-Gun Man from Harlem
- 1939: Harlem Rides the Range
- 1939: The Bronze Buckaroo

## Diskografische Hinweise
Alben als Bandsänger
- Sidney Bechet: 1940–1941 (Classics)
- Duke Ellington: The Blanton Webster Band (RCA, 1940–42)
- Earl Hines: 1932–1934 (Classics)

Alben unter eigenem Namen
- Say It Isn't So (Bethlehem, 1957)
- I've Got the World on a String (Discovery, 1989)

## Sekundärliteratur
- James Lincoln Collier: Duke Ellington. Ullstein, Berlin 1998
- Bielefelder Katalog Jazz 2001
- Richard Cook, Brian Morton: The Penguin Guide to Jazz on CD. 6. Auflage. Penguin, London 2002, ISBN 0-14-051521-6.
- Will Friedwald: Swinging Voices of America – Ein Kompendium großer Stimmen. Hannibal, St. Andrä-Wördern 1992, ISBN 3-85445-075-3
- Douglas B. Green, Singing in the Saddle: The History of the Singing Cowboy, Vanderbilt University Press, Nashville 2002, ISBN 0-8265-1412-X, S. 177 ff.